# Джордж Катона
Джордж Катона (англ. George Katona, 6 листопада 1901, Будапешт, Угорщина — 18 червня 1981, Західний Берлін, ФРН) — американський психолог угорського походження, один з ініціаторів змістовного зближення економіки та психології.

## Життєпис
Джордж Катона здобув докторський ступінь з експериментальної психології в Геттінгенському університеті в 1921 році, працював у Німеччині до 1933 року  журналістом, та психологічним дослідником. Спочатку Катона навчався на гештальта-психолога і працював над проблемами навчання та пам'яті. Під час Другої світової війни, він був причетним до спроб американського уряду використовувати засоби психології для боротьби з інфляцією, спричиненою війною. Це змусило його розглянути питання застосування психологічних принципів у макроекономіці, розробивши методику оцінки і прогнозування очікувань споживачів, які з часом стали Індексом споживчих настроїв університету Мічигану. Використання цього індексу дозволило йому передбачити післявоєнний бум у США в той час, коли звичайні економетричні показники прогнозували спад. Цей успіх прогнозування допоміг утвердитися даному індексу. Катона написав численні книги та журнальні статті, які виступають за розвиток економічної психології. Ці загальні ідеї Джорджа Катона, щодо розвитку сучасної економіки поведінки, були схвалені і загально-вихнані в Європі, а в Сполучених штатах Америки - вже після його смерті. 
У 1957 році його обрали членом Американської статистичної асоціації.

## Психологічний аналіз економічної поведінки
Катона зробив макроекономічні узагальнення та прогнози з емпіричних, мікроекономічних даних опитування споживачів, а не продовжив теоретизацію з ідеалізованих моделей, чи припущень ідеально раціональних учасників економіки. «На відміну від чистих теоретиків, ми не можемо спочатку вважати, що існує раціональна поведінка, або що раціональна поведінка є темою економічного аналізу»,— писав він у 1951 році. Натомість, він шукав умови, за яких, швидше за все, відбуватиметься переважно раціональна поведінка. Він також прагнув пов'язати ринкові сили з походженням людської поведінки, настроїв та прийняття рішень. 
Дж. Катона стверджував: 
|  | Замість того, щоб припускати, що ціни, обсяги виробництва та закупівель тощо встановлюються для нас безособовими факторами, ми будемо намагатися встановити форми, умови та межі людських рішень, які на них впливають. Ринкова економіка, що саморегулюється, буде розглядатися як „граничний випадок“, коли рішення людини є найменш спонтанними |

Катона протиставляв «справжнє рішення» та «звичну поведінку».

## Книги й монографії[10],[11]
- Організація та запам'ятовування: дослідження з психології навчання та викладання (Columbia University Press, 1940; перевиданий 1967 р. Гафнером)
- Війна без інфляції: психологічний підхід до проблем воєнної економіки (Columbia University Press, 1942 р.)
- Контроль цін і бізнес (Коулз Комісія та Principia Press, 1945 р.)
- Психологічний аналіз економічної поведінки (McGraw-Hill, 1951 р.)
- Бізнес дивиться на банки: дослідження поведінки бізнесу (разом зі Стенлі Штайнкампам та Альбертом Лаутербахом) (Університет штату Мічиган, 1957 р.)
- Потужний споживач: психологічні дослідження в американській економіці (McGraw-Hill, 1960 р.)
- Товариство масового споживання (McGraw-Hill, 1964 р.)
- Приватні пенсії та індивідуальні заощадження (Інститут соціальних досліджень, Мічиганський університет, 1965 р.)
- Відповідь споживачів на збільшення доходу (разом з Евою Мюллер) (Brookings Institution, 1968 р.)
- Прагнення і прихильність (з Буркхард Струмпель і Ернест Зан) (McGraw-Hill, 1971 р.)
- Психологічна економіка (Elsevier, 1975 р.)
- Нова економічна епоха (з Буркхард Струмпель) (1978 р.)

## Періодичні публікації та розділи книг[10],[11]
- «Психологічний аналіз ділових рішень та очікувань», American Economic Review, Vol. 36 (1946 р.), 44–63
- «Аналіз дисонансу», American Economic Review, Vol. 39 (1949 р.), 673—888
- «Вплив змін доходу», Огляд економіки та статистики, Вип. 31 (1949 р.), 94-103
- " Раціональна поведінка та економічна поведінка [Архівовано 30 грудня 2019 у Wayback Machine.] ", Психологічний огляд, Вип. 60 (1953 р.), 307—318
- " Зміна ставлення: нестабільність реагування та набуття досвіду ", Психологічні монографії, Вип. 72 № 10 (1958 р.)
- «Повторність та мінливість у поведінці споживачів», «Людські відносини», т. 12 (1959 р.), 35–49
- «Про так званий ефект багатства», Огляд економіки та статистики, Вип. 43 (1961 р.), 59–60
- «Багатство заможних», Огляд економіки та статистики, Вип. 46 (1964 р.), 1-13
- «Поведінка споживачів: теорія та висновки про очікування та прагнення», American Economic Review, Vol. 58 (1968 р.), 19-30
- "Споживання споживчих витрат: пояснення та прогнозування [Архівовано 30 грудня 2019 у Wayback Machine.] ", Доповіді про економічну діяльність, Вип. 1971 № 1 (січень 1971 року), 234—239
- «Людський фактор в економічних питаннях», в публікації Angus Campell і PE Converse, ред., Людський сенс соціальних змін (Фонд Рассела Сейджа, 1972 р.)
- "Психологія та економіка споживачів [Архівовано 30 грудня 2019 у Wayback Machine.] ", Journal of Consumer Research, Vol. 1 № 1 (червень 1974 р.), 1-8
- «Наполегливість віри в особистісно-фінансовий прогрес», в Буркхард Струмпель, ред., «Людські потреби та економічні вимоги» (Інститут соціальних досліджень, Мічиганський університет, 1975 р.)
- "Назустріч макропсихології ", американський психолог, Vol. 34 № 2 (1979 р.) 118—126

## Дослідження[10]
- Споживчі настрої та попит 1950—1952 рр. (Разом з Евою Мюллер) (Центр опитування, Мічиганський університет, 1953 р.)
- Сподівання споживачів 1953—1956 рр. (Разом з Евою Мюллер) (Центр опитування, Мічиганський університет, 1956 р.)